# Paul Reed
Paul Reed (ur. 14 czerwca 1999 w Orlando) – amerykański koszykarz, występujący na pozycji silnego skrzydłowego, obecnie zawodnik Philadelphia 76ers.
26 marca 2021 podpisał umowę do końca sezonu z Philadelphia 76ers.

## Osiągnięcia
Stan na 26 lipca 2021, na podstawie, o ile nie zaznaczono inaczej.
NCAA
- Największy postęp Big East (2019)
- Zaliczony do:
  - składu Big East All-Academic Team (2018, 2019)
  - II składu Big East (2020)

Drużynowe
- Wicemistrz G League (2021)

Indywidualne
- MVP NBA G League (2021)[4]
- Debiutant roku G League (2021)[4]
- Zaliczony do I składu:
  - G League (2021)[5]
  - defensywnego G League (2021)[5]
  - debiutantów G League (2021)[5]
- Lider G-League w skuteczności rzutów z gry (2021)[6]